# Blair Redford
Blair Redford (* 27. července 1983 Atlanta, Georgie) je americký herec. Nejvíce se proslavil rolemi v seriálech Záměna, The Lying Game, Passions a X-Men: Nová generace.

## Životopis
Narodil se v Atlantě, ale vyrostl v Cantonu v Georgii, kde navštěvoval Sequoyah High School. Má irské, francouzské, německé a indiánské kořeny.

## Kariéra
Krátce na to, co se přesunul do Los Angeles získal roli Scotta Graingera, Jr. v telenovele Mladí a neklidní, kde se objevoval od července 2005 do února 2006. Později nahradil Adriana Bellaniho v roli Miguela Lopez-Fitzgeralda v telenovele Passions (2007–2008). Také získal roli Nashe Gamblera v hororové komedii Dance of the Dead. Měl si zahrát v seriálu stanice The CW Betwixt, ale seriál nebyl stanicí vybrán. Objevil se ve třetí řadě seriálu 90210: Nová generace.
Jamese si zahrál ve filmu Varieté, po boku Christiny Aguilery a Cher. V roce 2011 se objevil v pěti dílech seriálu Záměna. Seriál opustil kvůli natáčení seriálu The Lying Game, kde získal jednu z hlavních rolí. BuddyTV ho umístil na 17. místo v žebříčku "Nejvíce sexy muži televize roku 2011". Svojí roli v seriálu Záměna si znovu zahrál v druhé polovině druhé řady v létě 2013.
V září 2013 bylo oznámeno, že se objeví v seriálu Kráska a zvíře v roli Zacha. Dne 19. března 2014 byl obsazen do televizního seriálu Satisfaction, který byl vysílaný dvě řady. V roce 2017 byl obsazen do jedné z hlavních rolí seriálu stanice Fox X-Men: Nová generace.

## Filmografie

### Film
| Rok  | Název                       | Role                     | Poznámky                  |
| ---- | --------------------------- | ------------------------ | ------------------------- |
| 2005 | Slip                        | Peter                    | krátký film               |
| 2006 | The Other Side              | Násilník                 |                           |
| 2008 | Dance of the Dead           | Nash Rambler             |                           |
| 2008 | Den, kdy se zastavila Země  | Pilot                    |                           |
| 2010 | Ugly, Strong, and Dignified | The Duke                 | krátký film               |
| 2010 | Varieté                     | James/člen Bumper kapely |                           |
| 2014 | V/H/S: Viral                | Sám sebe                 | segment "Dante the Great" |
| 2015 | A Girl Like Grace           | Billy                    |                           |
| 2016 | Siren                       | opilý muž                |                           |

### Televize
| Rok       | Název                                   | Role                       | Poznámky                               |
| --------- | --------------------------------------- | -------------------------- | -------------------------------------- |
| 2004      | Blue Collar TV                          | Tim                        | díl: „Vacations“                       |
| 2005–2006 | Mladí a neklidní                        | Scott Grainger, Jr.        | hlavní role, 39 dílů                   |
| 2006      | Voodoo Moon                             | Mladý můž                  | TV film                                |
| 2007      | October Road                            | Ross St. Marie             | díl: „Tomorrow's So Far Away“          |
| 2007      | Cane                                    | Marcus                     | díly: „A New Legacy“ a „Open and Shut“ |
| 2007–2008 | Passions                                | Miguel Lopez-Fitzgerald    | hlavní role, 44 dílů                   |
| 2008      | Lincoln Heights                         | Miguel                     | díl: „Prom Night“                      |
| 2009      | Flash Forward – Vzpomínka na budoucnost | Joel                       | díl: „Konec dobrých dní“               |
| 2009      | Kriminálka Miami                        | Troy Billings              | díl: „Blesk z čistého nebe“            |
| 2010      | Huge                                    | Ryan Boone/Arturo          | díl: „Movie Night“                     |
| 2010      | 90210: Nová generace                    | Oscar                      | vedlejší role, 10 dílů                 |
| 2011–2013 | Záměna                                  | Tyler "Ty" Mendoza         | vedlejší role, 15 dílů                 |
| 2011–2013 | The Lying Game                          | Ethan Whitehorse           | hlavní role, 30 dílů                   |
| 2013      | Kriminálka Las Vegas                    | Luke Holland               | díl: „Ve skrytu“                       |
| 2013      | Kráska a zvíře                          | Zach Hayes                 | díl: „Reunion“                         |
| 2014–2015 | Satisfaction                            | Simon                      | hlavní role, 19 dílů                   |
| 2015      | The Red Road                            | Cody                       | 2 díly                                 |
| 2017–2019 | X-Men: Nová generace                    | John Proudstar/Thunderbird | hlavní role, 29 dílů                   |

### Videohry
| Rok  | Název             | Role | Poznámky |
| ---- | ----------------- | ---- | -------- |
| 2013 | Beyond: Two Souls | Jay  |          |